# Kultura Rasikajy
Kultura Rasikajy – kultura archeologiczna, która zamieszkiwała północno-wschodnią część Madagaskaru prawdopodobnie od VIII do późnego XV wieku n.e. Pozostałości kultury materialnej Rasikajy obejmują naczynia ze steatytu (łupka metamorficznego), importowaną chińską ceramikę, metaloplastykę oraz koraliki, które zostały odkryte podczas wykopalisk w północnym Madagaskarze w XIX i XX wieku.

## Nazwa
Termin „Rasikajy” został po raz pierwszy użyty w 1941 roku jako określenie „grupy ludzi, którzy przybyli z zagranicy i tworzyli przedmioty z łupka”. W 2000 roku termin zdefiniowano, jako dotyczący „ludzi odległej przeszłości, którzy wydobywali łupek krystaliczny i przerabiali ten miękki kamień na naczynia”. Większość dowodów na istnienie kultury Rasikajy pochodzi z wykopalisk nekropolii w Vohemar, odkrytej pod koniec XIX wieku. Choć archeolodzy spodziewają się, że w pobliżu nekropolii musiało istnieć osiedle, nie odkryto jeszcze takiego miejsca.

## Nekropolia w Vohemar
Kultura Rasikajy zamieszkiwała północno-wschodnią część Madagaskaru prawdopodobnie od VIII do późnego XV wieku n.e.
Guillaume Grandidier (1873–1957) w 1899 roku potwierdził istnienie cmentarza w Vohemar i przeprowadził pierwsze wykopaliska, podczas których odkrył jedynie ludzkie kości, bez artefaktów. W 1906 roku Maurein przeprowadził bardziej udane wykopaliska i przekazał zbiór przedmiotów pogrzebowych wydobytych z Vohemar do Muséum d'histoire naturelle de Nîmes. W uwagach do darowizny Maurein opisał cmentarz jako „rozległe arabskie miejsce pochówku z muzułmańskimi grobami”. Pierwsze „duże badania” cmentarza przeprowadzili Pierre Gaudebout i Élie Vernier w 1941 roku, odkrywając 261 grobów. Podczas wykopalisk na początku lat 40. XX wieku wydobyto z grobów ponad 800 przedmiotów lub ich fragmentów. Przedmioty pogrzebowe z cmentarza w Vohemar obejmują wyroby z łupka (w tym „naczynia na trójnogu, kubki oraz okrągłe dyski z otworami”), przedmioty żelazne (w tym „noże, maczety i piłę”), biżuterię ze srebra, brązu i złota, ceramikę, łyżki, lustra, igły, szkło, koraliki oraz „ozdobione przedmioty z kości”. Większość „nadzwyczajnie różnorodnej” ceramiki znalezionej w Vohemar pochodzi z Chin, chociaż niektóre naczynia, w tym naczynia ozdobione „nieznanymi formami pisma”, mają nieznane pochodzenie. Pierre Vérin (1934–2010) zinterpretował ceramikę jako importowaną ceramikę islamską. Podczas wykopalisk w Vohemar w 1948 i 1955 roku wydobyto malgaską ceramikę „w identycznych kształtach jak podobne przedmioty chińskie lub islamskie”.